# Нгуен Куанг Хай
Нгуен Куанг Хай (на виетнамски: Nguyễn Quang Hải)  (роден на 12 април 1997 г.) в Ханой, Виетнам) е виетнамски футболист центален защитник, състезател на виетнамския Конг Ан и Националния отбор на Виетнам. Участник в Купата на Азия през 2019 и 2023. (През 2023 бележи втория гол срещу Ирак при загубата с 2:3.

## Успехи
Сайгон (Хошимин)
- В лига 2 (2 ниво)
  - Шампион (1): 2015

 Ханой
- В лига 1 (1 ниво)
  - Шампион на Виетнам (3): 2016, 2018, 2019
- Купа на Виетнам
  - Носител (2): 2019, 2020
- Суперкупа на Виетнам
  - Носител (3): 2018, 2019, 2020

 Виетнам до 23 г./Олимпийски
- Купа на Азия младежи
  - Шампион на Виетнам (1): 2018
- Купа на ВВФ
  - Носител (1): 2018
- Летни Азиатски игри
  - 4-то място (1): 2018

 Виетнам
- Шампионат на АСЕАН
  - Второ място (1): 2020
- Купа на ВВФ
  - Носител (1): 2022